# История на физиката
Първите стъпки в познанията за някои физични явления възникват още в древността, доразвиват се от Аристотел, Архимед и др., но появата на физиката като самостоятелна наука се свързва Ренесанса. В началото на XVII век работи Галилео Галилей, въвел експерименталния метод, а Исак Нютон става основоположник на класическата физика. По същото време се оформя научният метод, подходът към изучаваните явления и тяхното обяснение и интерпретация и оформянето на двете взаимосвързани категории: теоретична физика и експериментална физика.  Интензивно развитие на физиката се наблюдава през XVIII – XIX век, особено след откритието на Майкъл Фарадей за наличие на връзка между електрическите, магнитните и оптичните явления и създаването на класическата електродинамика от Джеймс Максуел. В края на XIX и началото на XX век на основата на нови открития (рентгенови лъчи, радиоактивност, закон на Планк) започва изграждането на съвременната физика, която отчита ефектите на квантовата механика и/или на [[теория на относителността на Алберт Айнщайн. Основните усилия в съвременните научни изследвания са насочени към атомната физика, ядрената физика, квантовата теория на полето, физиката на елементарните частици, физиката на полупроводниците, квантовата електроника.

## Кратка история на физиката по години
- около 450 г. пр.н.е. – Левкип основава античната атомистика
- около 400 – 450 г. пр.н.е. – Демокрит развива атомистиката на Левкип
- около 250 – 450 г. пр.н.е.— Архимед формулира закона за хидростатичното налягане
- 9 – 15 век – редица арабски учени постигат напредък в областта на оптиката („Книга за оптиката“ на Алхазен), механиката, статиката и динамиката
- 1600 г. – У. Гилбърт описва магнетизма и много електрически явления
- около 1610 г. – Г. Галилей формулира закона за свободното падане на телата
- 1642 г. – Б. Паскал формулира принципите на хидравликата
- 1643 г. – Е. Торичели изобретява живачния барометър
- 1657 г. – К. Хюйгенс изобретява часовника с махало
- 1662 г. – Р. Бойл формулира закон за идеалния газ – за връзката между обема и налягането при постоянна температура (Закон на Бойл-Мариот)
- 1687 г. – И. Нютон публикува „Математически начала на натурофилософията“, полага основите на класическата механика
- 1690 г. – К. Хюйгенс развива вълновата теория за светлината
- 1704 г. – И. Нютон публикува „Оптика“, развива корпускулярната теория за светлината
- 1714 г. – Д. Фаренхайт изобретява живачния термометър
- 1771 г. – Л. Галвани поставя началото на експерименталната електрофизиология
- 1787 г. – Ж. Шарл формулира закон за идеалния газ – за връзката между налягането и температурата при постоянен обем
- 1801 г. – Томас Юнг формулира принципа на интерференция на светлината
- 1811 г. – А. Авогадро формулира закон за идеалния газ – за връзката между обема и количеството молекули в него
- 1818 г. – О. Френел създава теорията за дифракция на светлината
- 1820 г. – Х. Оерстед открива магнитното действие на електрическия ток; А. Ампер формулира законите на електромагнетизма
- 1826 г. – Г. Ом формулира закона за електрическото съпротивление
- 1827 г. – Р. Браун наблюдава брауновото движение. По-късно Алберт Айнщайн го обяснява с междумолекулното взаимодействие
- 1831 – 34 г. – М. Фарадей открива електромагнитната индукция, самоиндукцията и законите за електролизата
- 1842 г. – Ю. Майер формулира закона за запазване на енергията; А. Физо измерва скоростта на светлината при земни условия
- 1851 г. – Ж. Фуко демонстрира околоосното въртене на Земята чрез опита с махалото на Фуко
- 1854 – 59 г. —Р. Бунзен и Г. Кирхоф поставят основите на спектралния анализ
- 1873 г. – Дж. Максуел развива теорията на електромагнитното поле, разработва класическата електродинамика
- 1880 г. – П. Кюри открива пиезоелектричния ефект
- 1886 – 89 г. – Х. Херц експериментално доказва съществуването на електромагнитни вълни
- 1892 г. – А. М. Ляпунов полага основите на теорията за устойчивостта на равновесието и движението на механична система с краен брой параметри
- 1895 г. – В. Рьонтген открива Х-лъчите (рентгеновите лъчи)
- 1896 г. – А. Бекерел открива естествената радиоактивност
- 1897 г. – Дж. Томсън открива електрона
- 1899 г. – Ъ. Ръдърфорд открива и обяснява природата на α- и β-лъчите
- 1900 г. – М. Планк предлага обяснение на закона за излъчване на абсолютно черното тяло с това, че обмените на енергия стават на малки пакети – по-късно наречени кванти. Тази хипотеза поставя началото на квантовата механика, която в голямата си част се основава на квантуването на материята и енергията, както и на корпускулярно-вълновия дуализъм (хипотеза, предложена от дьо Бройл). Квантовата теория, доразвита от Планк, Айнщайн, Бор, Шрьодингер, Хайзенберг, Еренфест, Борн и др. ще се окаже основополагаща за напредъка на физиката и техниката през 20. век. Без нея би било немислимо изучаването и разбирането на атомното ядро (с приложения в енергетиката, медицината, и разбира се, фундаменталната наука), полупроводниците, лазерите, междузвездната среда, компактните звезди (бели джуджета и неутронни звезди) и ранната Вселена. 30% от БВП на САЩ идва от приложенията в индустрията на квантовата механика. [2]
- 1903 г. – Ъ. Ръдърфорд и Ф. Соди създават теорията за радиоактивния разпад

- 1905 г. – А. Айнщайн разработва специалната теория на относителността
- 1911 г. – Ъ. Ръдърфорд предлага планетарния модел на атома
- 1913 г. – Н. Бор разработва квантовата теория на атома
- 1915 – 16 г. – А. Айнщайн разработва общата теория на относителността
- 1919 – 21 г. – Ъ. Ръдърфорд открива протона, предсказва съществуването на неутрона
- 1926 г. – Е. Шрьодингер разработва вълновата интерпретация на квантовата механика.
- 1927 г. – В. Хайзенберг формулира принципа на неопределеността в квантовата теория
- 1932 г. – Дж. Чадуик открива неутрона; К. Андерсън открива позитрона
- 1933 – 34 г. – И. и Ф. Жолио-Кюри откриват изкуствената радиоактивност
- 1937 г. – П. Л. Капица открива свръхфлуидността на течния хелий
- 1938 г. – О. Хан и Ф. Щрасман откриват деленето на атомното ядро
- 1942 г. – Е. Ферми осъществява първата управляема верижна ядрена реакция
- 1947 – 48 г. – Д. Габор разработва метода на записване, преобразуване и възпроизвеждане на вълнови полета (холографията)
- 1954 г. – Ч. Таунс (в САЩ), Н. Г. Басов и А. М. Прохоров (в СССР) създават първия лазер
- 1956 г. —К. Коуън и Ф. Райнс откриват неутриното
- 1958 г. – Р. Мьосбауер открива еластичното ядрено резонансно поглъщане на γ-лъчи
- 1964 г. – М. Гел-Ман и Дж. Цвайк разработват кварковата теория; Дж. Кронин и В. Фич развиват теорията за нарушаване на закона за симетрията при комбинираната инверсия
- 1983 г. – К. Рубия открива калибровъчните бозони W± и Z0 – носители на електрослабото взаимодействие
- 1986 г. – К. Мюлер и Й. Беднорц регистрират свръхпроводимост в керамични материали при Т = 35 К (високотемпературна свръхпроводимост)
- 1989 г. – Влиза в действие Големият позитрон-електронен ускорител (LEP) в CERN (Европейската организация за ядрени изследвания)
- 1995 г. – В Европейската организация за ядрени изследвания е получен първият атом антиматерия (антиводород); К. Виман и Е. Корнел получават кондензат на Бозе-Айнщайн.
- 2009 г. – Влиза в действие Големият адронен ускорител (LHC) в CERN